# 快樂檸檬
快樂檸檬是台灣企業雅茗天地集團旗下的一個檸檬茶茶飲品牌，成立於2006年的中國大陸，2013年業務擴展至台灣。截至2021年7月，快樂檸檬在北美展店已經超過70家，使得北美成為僅次於中國大陸的第二大市場。

## 外部連結
- 官方网站